# Dilbat
Dilbat (site de Tell al-Deylam en Iraq) est une ancienne bourgade, à 50 km au nord-est de Babylone, sise près de l'Euphrate occidental, sur le canal d'Arahtum.
Son temple principal portait le nom É-ibbi-Anu (« Maison créée par Anu »), et était consacrée à Urash, divinité tutélaire de la ville. Il se trouvait au centre de la ville ; il est mentionné dans l’Épopée de Gilgamesh.

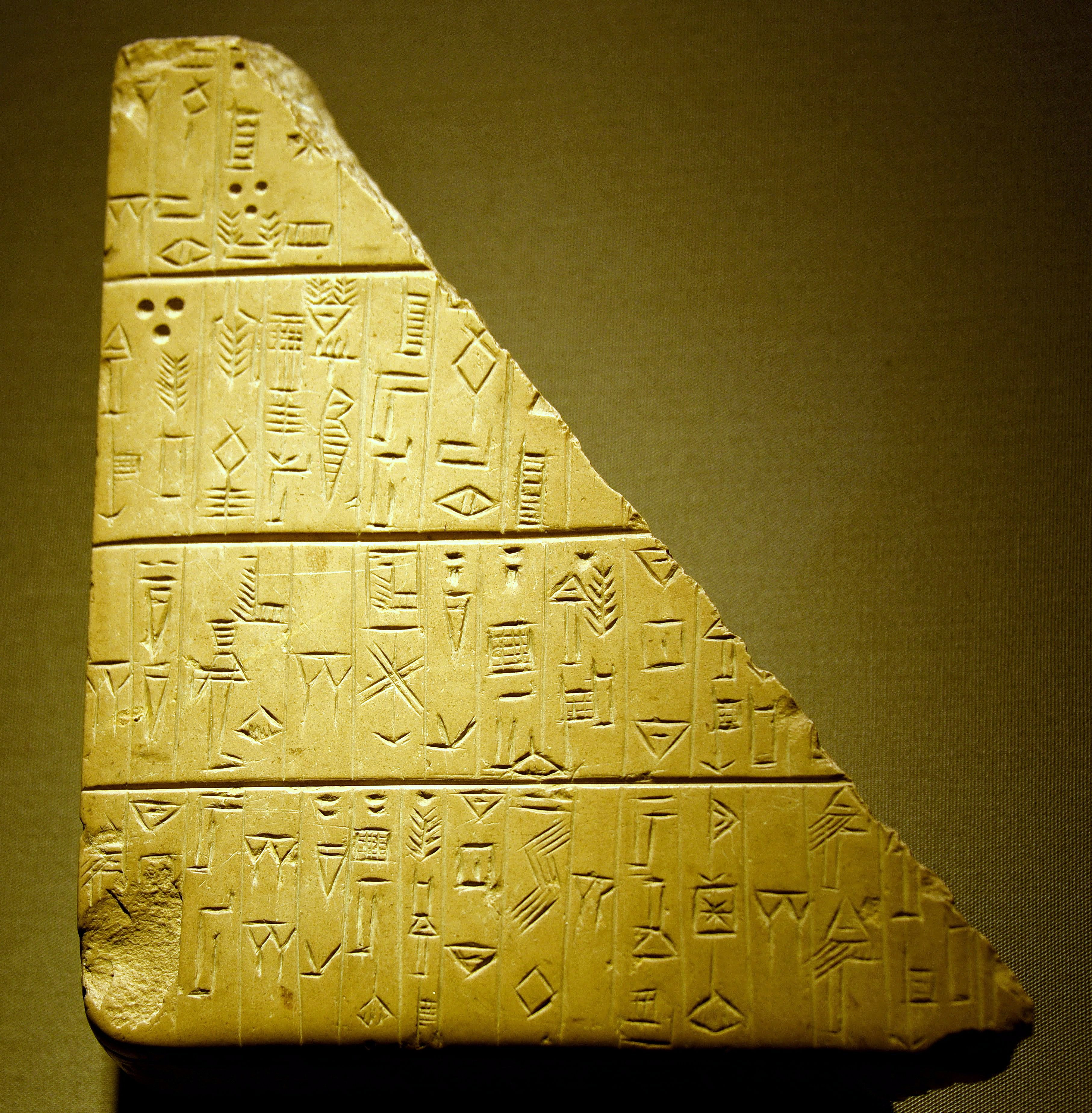
Tablette de pierre, achat de terrain, de Dilbat, Irak. 2400-2200 avant notre ère

## Histoire
Dilbat fut fondée lors de la période des dynasties archaïques II de Sumer, vers 2700 av. J.-C. Elle demeura active aux périodes akkadienne, néo-babylonienne, kassite, sassanide et jusqu'au début de l'ère islamique. Dilbat était au centre d'une région agricole ancienne où se cultivait l'épeautre et où on pratiquait la vannerie.

## Archéologie
Le site de Tell al-Deylam consiste en deux buttes : le petit monticule occidental contient des restes datant du ier millénaire ap. J.-C. et des débuts de la période islamique. La butte orientale, plus importante, fait environ 500 mètres de circonférence et recouvre des vestiges des ier au iiie millénaire av. J.-C.
Au xixe siècle, Dilbat fut brièvement fouillée par Hormuzd Rassam qui y découvrit plusieurs tablettes en cunéiforme datant surtout de la période néo-babylonienne. Le site fut revisité en 1989 par les archéologues de l'institut oriental de Chicago,. Bien que Dilbat ait été à peine fouillée par les savants, de nombreuses tablettes qui en proviennent se retrouvent sur le marché des antiquités à la suite de pillages.

### Articles liés
- Mésopotamie
- Sumer
- Liste des villes du Proche-Orient ancien
- Histoire de la Mésopotamie

### Lecture suggérée
- « Épopée de Gilgamesh : texte intégral en français » [PDF].